# Lin d'Autriche
Linum austriacum
Espèce
Classification phylogénétique
Le Lin d'Autriche (Linum austriacum) est une espèce de plantes à fleurs du genre Linum et de la famille des Linaceae.

## Description
C'est une plante herbacée vivace haute de 15 à 25 cm aux tiges nombreuses, légèrement couchées à la base, aux feuilles très étroites (1 mm). Habituellement, les pétales se recouvrent par les bords sur toute leur longueur ; floraison en mai et juin.

## Statut
En France, cette espèce est protégée dans le Limousin et en Alsace (Article 1).
En Suisse, l'espèce figure sur la liste rouge des plantes.

## Liens externes

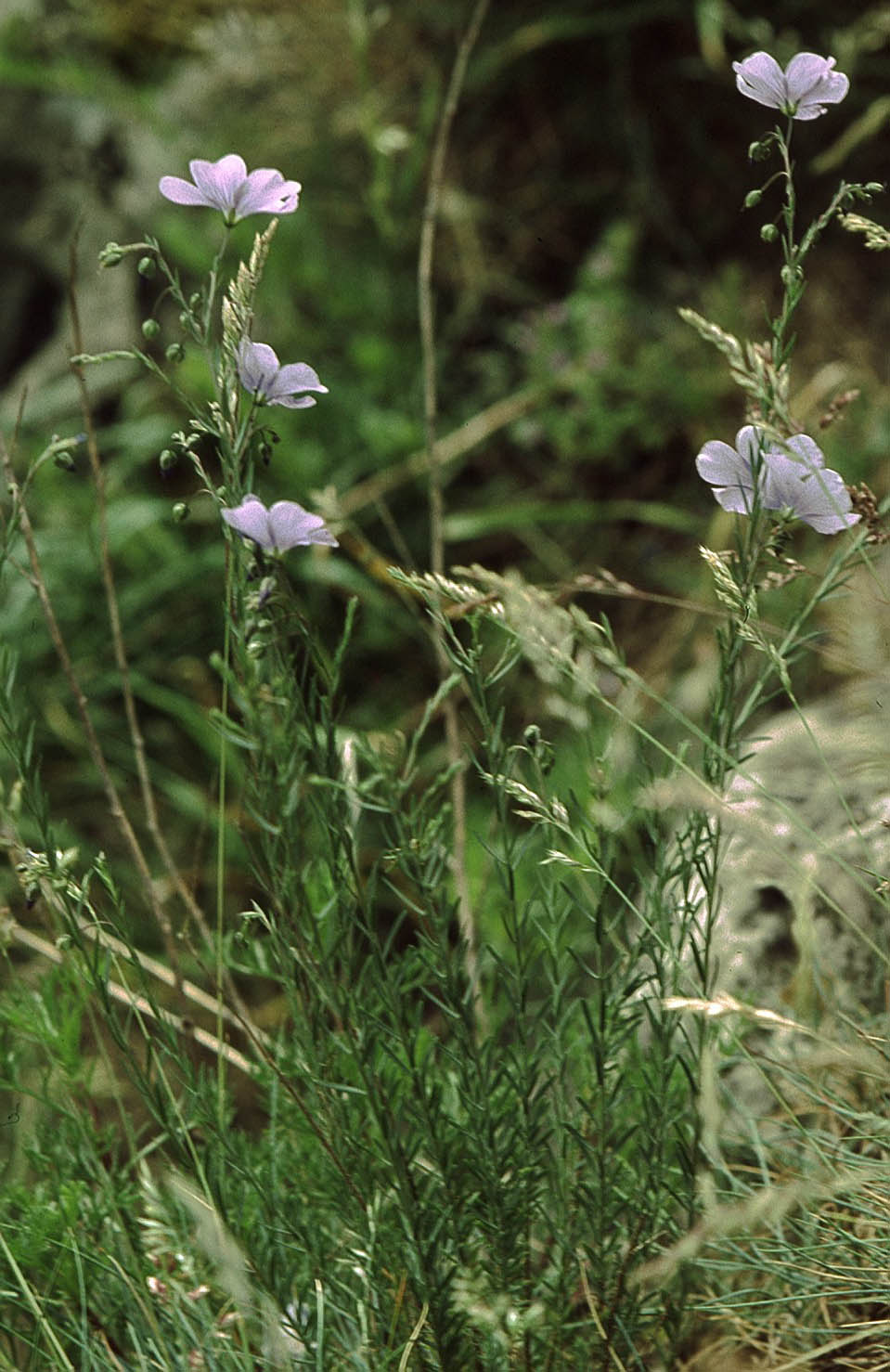
Lin d'Autriche.